# 市丸郁夫
市丸郁夫（いちまる いくお、1936年 - ）は作家。福岡県山田市（現・嘉麻市）出身。

## 概要
1955年に福岡県立山田高等学校を卒業。2学年後輩には資生堂の世界進出に貢献した美容部員の永嶋久子がいる。嶋田産業（飯塚市）運輸事業グループの常務取締役、社団法人福岡県乗用自動車協会理事として活躍の傍ら執筆活動を行った。

## 作品
著書
※全て元就出版社から発行
- 「五平太囃子」
- 「ボタ山のある町」
- 「仏教を運んだ男」
- 「邪馬台国物語」
- 「風を結ぶ詩」
- 「虹の球道」

作詞
- 「筑豊の子守唄」